# 북일초등학교 (충북)
북일초등학교는 대한민국 충청북도 청주시 청원구 주중동에 있는 공립 초등학교이다.

## 학교 연혁
- 1941년 5월 27일 북일공립국민학교 개교
- 1985년 9월 12일 병설유치원 개원
- 1990년 8월 1일 청주시로 편입
- 1996년 3월 1일 북일초등학교로 개칭
- 2006년 3월 1일 특수학급(1학급) 신규 설치로 7학급 편성
- 2023년 3월 1일 제37대 최길수 교장 부임
- 2024년 1월 5일 제79회 졸업식 12명 졸업(졸업생 총 수 8232명)
- 2024년 3월 1일 7학급 편성(특수 1학급 포함)
- 2024년 12월 30일 제80회 졸업식 9명 졸업(졸업생 총 수 8241명)

## 참고 자료
- 북일초등학교 - 한국교육학술정보원 학교알리미